# Mai Tai (cóctel)
El Mai Tai es un cóctel a base de ron, usualmente preparado con curasao, sirope de horchata y jugo de lima de procedencia californiana y denominación en tahitiano.

## Origen
La historia de la creación del Mai Tai es disputada. Por un lado, Victor J. Bergeron afirmaba que el Mai Tai fue inventado en su restaurante Trader Vic's de Oakland, California, en 1944, mientras que Don the Beachcomber insistía en haber creado el primer trago en 1933 en su bar de Hollywood. Sin embargo, la receta del cóctel de Beachcomber incluye más ingredientes que la de Bergeron y su sabor también es distinto.
El nombre del trago proviene de la palabra tahitiana maitaʻi, que puede ser traducida como "bueno" o "de excelencia", aunque el nombre del trago es escrito como dos palabras separadas.

## Impacto cultural
El Mai Tai alcanzó una alta popularidad durante las décadas posteriores a la Segunda Guerra Mundial junto a la proliferación de los bares tiki, apareciendo de forma prominente en la película Blue Hawaii.

## Recetas
Las siguientes recetas han sido proporcionadas por Trader Vic a The Search for the Ultimate Mai Tai (La búsqueda por el mejor Mai Tai).
La fórmula original - 1944
- 2 onzas de ron J. Wray & Nephew 17 años, sobre hielo picado
- Añádase el zumo de una lima fresca
- 1/2 onza granadina
- 1/4 onza de sirope de Caramelo de Trader Vic
- 1/2 onza de sirope francés Garnier Orgeat
- Agítese vigorosamente
- Añádase una rama de menta fresca

Mai Tai "A la antigua" - 1997
- 1 onza de ron jamaicano (8 o 15 años)
- 1 onza de ron de Martinica (St. James)
- 1/2 onza de Curaçao de naranja
- 1/2 onza de sirope de Orgeat
- Zumo de una lima fresca (unos 3/4 de onza)
- Mézclese y sírvase como en la receta original

Maitai #1
Esta receta es aparentemente parecida a la que sirve el Trader Vic.
Ingredientes:
- 2 onzas de ron claro
- 1 onza de triple sec
- 1/2 onza de zumo de lima
- 1/2 onza de sirope de Orgeat
- 1/2 cucharada de granadina
- Adorno: Cereza marrasquino, piña

Agítense todos los ingredientes en una mezcladora de cóctel con hielo y sírvase en un vaso a la antigua sobre hielo picado. Adórnese con frutas y sírvase con un sorbete.
Maitai #2
Esta versión es mucho más cercana a la que servía Don the Beachcomber en sus restaurantes. Puede ser adornada con frutas varias, al igual que en la receta previa. El Falernum, un ingrediente difícil de conseguir excepto en Seattle, es un sirope con sabor caribeño y un gusto bastante distinto al sirope Orgeat usado en otras recetas.
Ingredientes
- 2 onzas (o 1/4 de copa) de agua
- 3/4 de onza o 1-1/2 cucharadas de zumo de lima fresco
- 1 onza o 2 cucharadas de jugo de uva fresca
- 1 onza o 2 cucharadas de sirope de azúcar
- 1 onza o 2 cucharadas de ron oscuro
- 1-1/2 onzas o 3 cucharadas de ron dorado
- 1/2 onza o 1 cucharada de Cointreau o triple sec
- 1/4 onza o 1/2 cucharada de sirope Falernum
- 1/2 cucharadita de amargos de Angostura
- 1 pizca de Pernod

Agítense todos los ingredientes en una mezcladora con hielo y sírvase en un vaso alto, con hielo picado. Adórnese con frutas y sírvase con pajilla.
Mai Tai #3, variación de piña
- 4 onzas de jugo de naranja
- 4 onzas de jugo de piña
- 1 onza de zumo de lima
- 1 onza de ron oscuro
- 1 onza de ron claro
- 1 onza de triple sec
- 1/2 onza de granadina